# یوهان ادمان
یوهان ادمان (انگلیسی: Johan Edman؛ ۲۹ مارس ۱۸۷۵ – ۱۹ اوت ۱۹۲۷) ورزشکار طناب‌کشی اهل سوئد بود.
وی در مسابقات کشوری و بین‌المللی در مجموع برندهٔ ۱ مدال طلا شده‌است.